# Татыр-Узякский сельсовет
Таты́р-Узя́кский сельсовет (баш. Татырүҙәк ауыл советы) — административно-территориальная единица и сельское поселение (тип муниципального образования) в Хайбуллинском районе Башкортостана.

## Население
| 2002  | 2010  | 2012  | 2013  | 2014  | 2015  | 2016  |
| ----- | ----- | ----- | ----- | ----- | ----- | ----- |
| 2528  | ↘2058 | ↘1942 | ↘1841 | ↘1747 | ↘1676 | ↘1624 |
| 2017  | 2018  |       |       |       |       |       |
| ↘1603 | ↘1568 |       |       |       |       |       |

## Состав сельского поселения
| № | Населённый пункт | Тип населённого пункта       | Население |
| - | ---------------- | ---------------------------- | --------- |
| 1 | Байгускарово     | село                         | ↘544      |
| 2 | Переволочан      | село                         | ↘67       |
| 3 | Татыр-Узяк       | село, административный центр | ↗1146     |
| 4 | Яковлевка        | село                         | ↘301      |

До 1981 года входила деревня Ишмухаметово. Указ Президиума Верховного Совета Башкирской АССР от 12.02.1981 г. № 6-2/66 «Об исключении некоторых населенных пунктов из учетных данных по административно-территориальному делению Башкирской АССР» гласит:

В связи с перечислением жителей и фактическим прекращением существования исключить из учетных данных по административно-территориальному делению Башкирской АССР — http://bashkortostan.news-city.info/docs/sistemao/dok_keqijo.htm
Из сельсовета в Самарский сельсовет переведена деревня Юлбарсово.

## История
С 2004 года имеет статус сельского поселения, согласно Закону о границах, статусе и административных центрах муниципальных образований в Республике Башкортостан.
В 2008 году произошло объединение Татыр-Узякского и Байгускаровского сельсоветов с сохранением наименования «Татыр-Узякский».
Закон Республики Башкортостан от 19.11.2008 N 49-з «Об изменениях в административно-территориальном устройстве Республики Башкортостан в связи с объединением отдельных сельсоветов и передачей населённых пунктов», ст.1 гласил:

 "Внести следующие изменения в административно-территориальное устройство Республики Башкортостан:
 45) по Хайбуллинскому району:
 а) объединить Татыр-Узякский и Байгускаровский сельсоветы с сохранением наименования «Татыр-Узякский» с административным центром в селе Татыр-Узяк.
Включить сёла Байгускарово, Переволочан Байгускаровского сельсовета в состав Татыр-Узякского сельсовета.

Утвердить границы Татыр-Узякского сельсовета согласно представленной схематической карте.

Исключить из учётных данных Байгускаровский сельсовет